# Michel Sangha
Michel Sangha est un chanteur, danseur et guitariste camerounais né à Mbanga. Il est également connu sous le nom de Bantu Spirit.

## Biographie

### Enfance et débuts
Michel Sangha fait ses débuts dans les orchestres scolaires à Bafoussam, puis dans les maisons des jeunes et de la culture à Douala. Adepte de maracas, du djembé et des balafons, il décide de faire dans le folklorique. 

### Carrière
En 2010, Michel Sangha donne un spectacle au centre culturel français antenne de Douala. 
En 2017, il sort son premier album world chez Ekila music et éditions.
En janvier 2024 il entre en résidence de création pour préparer son future album Tchii nde.

## Discographie

### Albums
- 2017 : Nkune la nouvelle[5]

### Singles
- Africa
- Félé félé ·
- Je veux bien y croire
- Mo moungwe
- Sarah
- naklé
- chérie

## Distinctions
- 2005 : meilleure composition de la maison des jeunes et de la culture.